# فريدريك ميلنر
فريدريك ميلنر (بالإنجليزية: Sir Frederick Milner, 7th Baronet)‏ هو سياسي بريطاني (وحمل سابقاً جنسية المملكة المتحدة لبريطانيا العظمى وأيرلندا)، ولد في 7 نوفمبر 1849، وتوفي في 8 يونيو 1931. حزبياً، نشط في حزب المحافظين.

## مناصب
- في الانتخابات الفرعية في مجلس العموم البريطاني [الإنجليزية]‏، انتخب عضو برلمان المملكة المتحدة الـ22 عن دائرة City of York ‏ (23 نوفمبر 1883 – 18 نوفمبر 1885).
- في الانتخابات الفرعية في مجلس العموم البريطاني [الإنجليزية]‏، انتخب عضو برلمان المملكة المتحدة الـ24 عن دائرة باسيتلو (15 ديسمبر 1890 – 28 يونيو 1892).
- في الانتخابات العمومية البريطانية 1892 [الإنجليزية]‏، انتخب عضو برلمان المملكة المتحدة الـ25 عن دائرة باسيتلو (4 يوليو 1892 – 8 يوليو 1895).
- في الانتخابات العمومية البريطانية 1895 [الإنجليزية]‏، انتخب عضو برلمان المملكة المتحدة الـ26 عن دائرة باسيتلو (13 يوليو 1895 – ).
- في الانتخابات العمومية البريطانية 1900 [الإنجليزية]‏، انتخب عضو برلمان المملكة المتحدة الـ27 عن دائرة باسيتلو ( – 8 يناير 1906).